# Ipomoea batatas
La patata dolce o batata (Ipomoea batatas (L.) Lam., conosciuta anche come patata americana e kumara) è una pianta erbacea perenne angiosperma dicotiledone della famiglia delle Convolvulacee utilizzata come alimento.
La specie è nativa dell'ecozona neotropicale, la sua attuale distribuzione corrisponde a tutte le zone tropicali e subtropicali e alla zona mediterranea. È coltivata per il consumo dei suoi rizotuberi, formati da un ispessimento delle radici avventizie ricche di amido. In alcuni paesi, come la Cina, metà circa della produzione è trasformata in mangime.

La batata è una pianta molto plastica dal punto di vista ecologico: viene coltivata in tutto il mondo dal 40°N al 32°S, fino a 2.500 m s.l.m. Per la sua crescita ottimale, è necessaria una temperatura di almeno 24 °C, mentre una piovosità annuale di 750 - 1.000 mm è considerata la migliore. 
Più del 95% della produzione origina nei paesi in via di sviluppo. Nel 2020, 47 paesi hanno prodotto 89,5 milioni di tonnellate di radici su 7,5 milioni di ettari.
Le patate dolci possono essere coltivate su una grande varietà di terreni, ma preferiscono quelli profondi, leggeri, ben drenati e ragionevolmente ricchi di sostanza organica. Coltura sfruttante, ma anche miglioratrice della struttura del terreno, è poco esigente in azoto, ma molto in potassio. Si adatta a quasi tutti i tipi di rotazioni e sequenze di colture, è spesso coltivata in consociazione con leguminose e cereali ed è completamente meccanizzabile. È sensibile a parecchi parassiti, malattie virali, fungine e batteriche e, talvolta, infestata da nematodi.
Il breve ciclo di crescita consente tempi di semina e raccolta flessibili nelle regioni ad alta piovosità o, in aree più asciutte o soggette a siccità o inondazioni, permette una produzione rapida in quattro - cinque mesi. È una specie coltivata prevalentemente da piccoli agricoltori con scarse risorse, che apprezzano vantaggi agronomici quali una buona copertura del suolo, la disponibilità di biomassa in eccedenza dei tralci per l'alimentazione degli animali e la possibilità di utilizzare, per i nuovi impianti, materiale vegetativo di produzione propria, dunque non costoso. Coltura a limitato impiego di manodopera, a basso costo e a basso rischio, è suscettibile di fornire un reddito interessante, oltre a garantire sicurezza alimentare di sussistenza. Inoltre, con la rapida urbanizzazione, sono prevedibili cambiamenti del sistema alimentare che porteranno a un aumento della domanda di prodotti freschi e lavorati a base di patate dolci.

## Storia

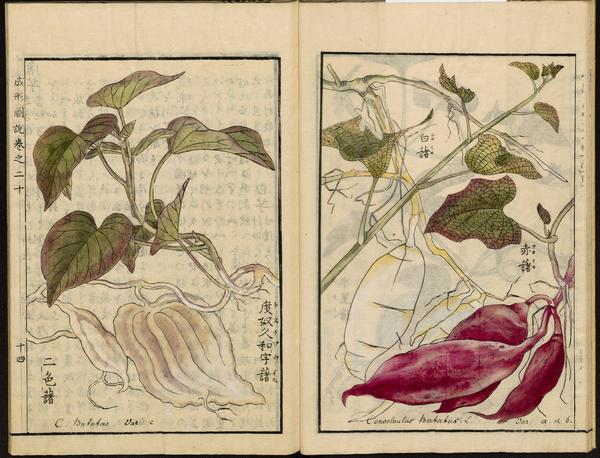
Pagina dell'enciclopedia agricola giapponese Seikei Zusetsu raffigurante Ipomoea batatas

La specie è nativa delle aree tropicali del Messico. In America centrale la coltivazione era già praticata almeno 5000 anni fa. Si diffuse in modo rapido in tutta la regione, Caraibi inclusi. Importata dopo la colonizzazione delle Americhe, si diffuse in Europa e in Asia, dove la sua presenza in Cina era documentata già nel tardo XVI secolo. Portata in Africa dai commercianti portoghesi nel XVI secolo, fu probabilmente introdotta sia sulla costa orientale che su quella occidentale (forse Angola e Mozambico), per poi diffondersi nell'entroterra. Ulteriori introduzioni dall'India all'Africa orientale avvennero in seguito sotto l'influenza coloniale britannica. La patata dolce era già ampiamente coltivata da Zanzibar all'Egitto negli anni '60 dell'Ottocento. Le patate dolci furono introdotte in Giappone dai portoghesi durante il l Regno delle Ryūkyū, nei primi anni del 1600. Le patate dolci sono diventate un alimento di base in Giappone perché erano importanti nel prevenire la carestia quando i raccolti di riso erano scarsi. Le patate dolci furono anche piantate nel giardino privato dello Shōgun Tokugawa Yoshimune. Fu anche introdotta in Corea nel 1764 e arrivò in Europa con il cosiddetto scambio colombiano. Come esattamente la specie sia arrivata sino in Oceania è oggetto di un vivace dibattito che coinvolge osservazioni archeologiche, linguistiche e genetiche.
Uno studio condotto da ricercatori dell'Università di Washington, Seattle (USA) e pubblicato sulla prestigiosa rivista PNAS, ha scoperto che tutte le patate dolci coltivate contengono DNA di origine batterica (una sequenza di T-DNA di Agrobacterium) con alcuni geni attivamente espressi dalla pianta.
I transgeni sono stati osservati sia in parenti selvatici strettamente legati alla patata dolce, sia in specie selvatiche filogeneticamente più lontane tra loro. Gli studi hanno indicato che il genoma della patata dolce si è evoluto nel corso dei millenni e che la domesticazione della coltura ha tratto vantaggio da modificazioni genetiche naturali. Infatti i batteri del genere Agrobacterium sono patogeni delle piante che hanno la capacità di traslocare frammenti del proprio DNA all'interno del DNA delle piante, "costringendole" a produrre proteine utili al batterio stesso. Questo meccanismo naturale è del tutto simile a quello usato dai biotecnologi per inserire nel DNA delle piante geni utili all'agricoltura producendo così organismi transgenici.
Dal momento che è stato un evento naturale ad aver generato questo trasferimento genetico orizzontale, le patate dolci vengono considerate il primo esempio noto di coltura alimentare transgenica naturale.
La patata dolce è consumata dall'uomo da almeno 8000 anni ed è uno degli alimenti di base più consumati al mondo (dati FAO).
La sua attuale distribuzione corrisponde a tutte le zone tropicali e subtropicali e alla zona mediterranea.

## Descrizione

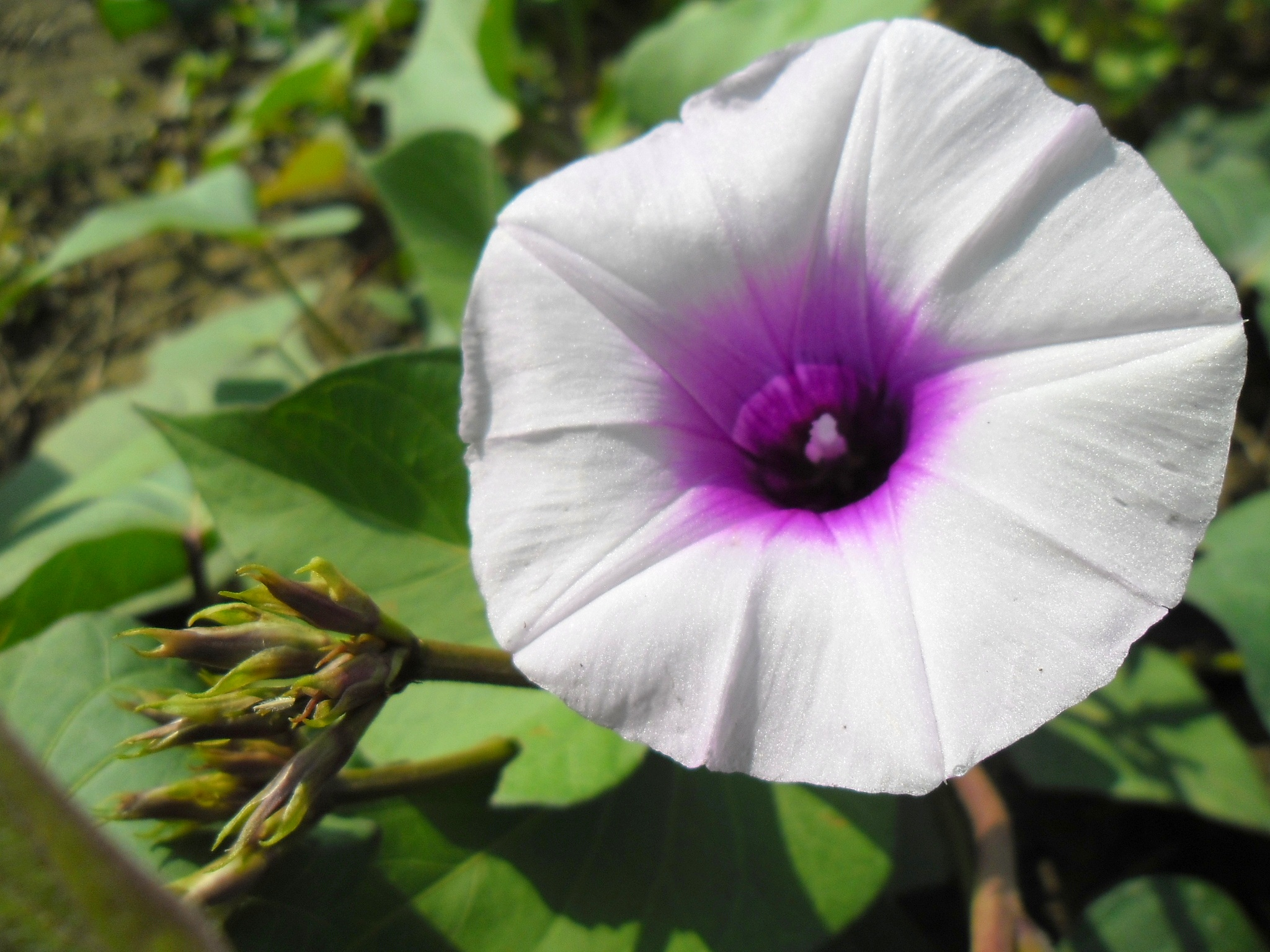
Fiore di batata

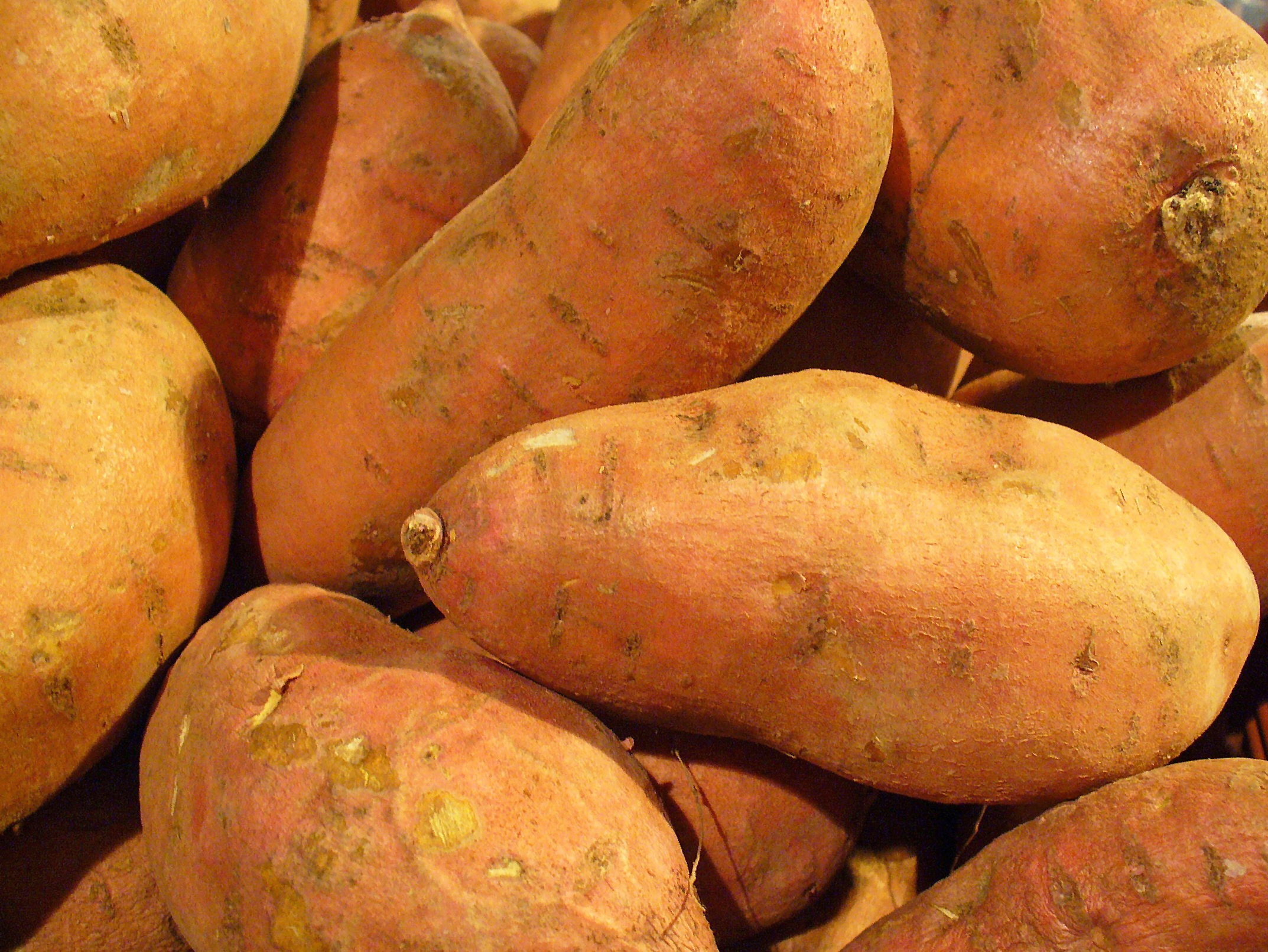
Tuberi di batata

La patata dolce è una pianta erbacea lianosa perenne coltivata come annuale; ne esistono diverse centinaia di cultivar, con forti differenze anche per il ciclo vegetativo (da tre a nove mesi ed oltre). Le più comuni sono quelle con steli lunghi (fino a 4,5 m), di spessore da sottile a moderato e foglie da moderatamente ad ampiamente distanziate. Le foglie, a fillotassi alterna, possono essere intere, dentate, profondamente fessurate o variamente lobate. Anche la pigmentazione è variabile, dal verde al viola intenso. 
I fiori, campanulati, raramente fertili, sono raggruppati in ombrelle ascellari, sono gamopetali, di medie dimensioni, ermafroditi, attinomorfi, con calice e corolla generalmente pentameri. Gli stami sono inseriti alla base della corolla. Hanno colore variabile dal bianco al viola. 
Il frutto è una capsula deiscente di 5 – 8 mm di diametro contenente 2 - 4 semi spigolosi, di colore brunastro.
I rizotuberi sono formati da un ispessimento delle radici avventizie. Una pianta ne può produrre 40 - 50, con variazioni notevoli per dimensioni, forma, colore, conservazione, caratteristiche nutrizionali e di lavorazione. I tuberi possono variare da pochi centimetri a oltre 30 cm di lunghezza e possono essere affusolati o quasi sferici. Il loro peso varia tra 0,5 e 3,0 chilogrammi. Il loro colore varia dal rosso al viola, dal marrone al bianco a seconda della varietà; così come la polpa che varia dal bianco al giallo, all'arancio o al viola. Essi costituiscono la principale parte edibile della pianta, sono poveri di proteine, ma contengono carboidrati, che conferiscono loro un sapore dolce. Hanno un gusto intermedio tra la patata e la castagna. La patata dolce è una pianta molto plastica dal punto di vista ecologico: viene coltivata in tutto il mondo dal 40°N al 32°S, fino a 2.500 m s.l.m.. Per una crescita ottimale è necessaria una temperatura di almeno 24 °C, con abbondante soleggiamento e notti calde, con un minimo di tempo nuvoloso fresco. La crescita è limitata dalle basse temperature, dannose quando scendono sotto i 10 °C. 
Una piovosità annuale di 750 - 1.000 mm è considerata la migliore. Possono tollerare lunghi periodi di siccità, ma le rese sono molto ridotte, se si verifica una carenza d'acqua 50-60 giorni dopo la semina, quando è inizia l'accumulo di amido nelle radici. La coltura risponde bene all'irrigazione. Le patate dolci possono essere coltivate su una grande varietà di terreni, ma i quelli profondi oltre 25 – 30 cm, leggeri, ben drenati e ragionevolmente ricchi di sostanza organica, sono l'ideale. Non amano i suoli alcalini e salini; le rese sono generalmente migliori su terreni con un pH compreso tra 5,6 e 6,6. La coltura valorizza le concimazioni organiche, mentre la risposta ai fertilizzanti chimici non sempre soddisfa le aspettative. Per la fioritura, è necessaria una durata del giorno di 11-12 ore.

## Nutrienti contenuti
Le patate dolci cotte (con la buccia) contengono il 76% di acqua, il 21% di carboidrati, il 2% di proteine e una quantità trascurabile di grassi. Nei 100 grammi di riferimento, le patate dolci cotte forniscono 90 calorie e il 20% o più del fabbisogno giornaliero di vitamina A (120% DV), di vitamina C (24% DV), di manganese (24% DV) e di vitamina B6 (20% DV).
Sono una moderata fonte (10-19% DV) di alcune vitamine B e di potassio.
Le patate dolci con pasta color arancione scuro contengono più beta-carotene (convertito in un maggior contenuto di vitamina A una volta digerite) di quelle con pasta di colore più chiaro e la loro coltivazione viene ora incoraggiata in Africa, dove la deficienza di vitamina A è un serio problema di salute. Le foglie delle patate dolci sono edibili e possono essere preparate come gli spinaci o le rape.

## Coltivazione

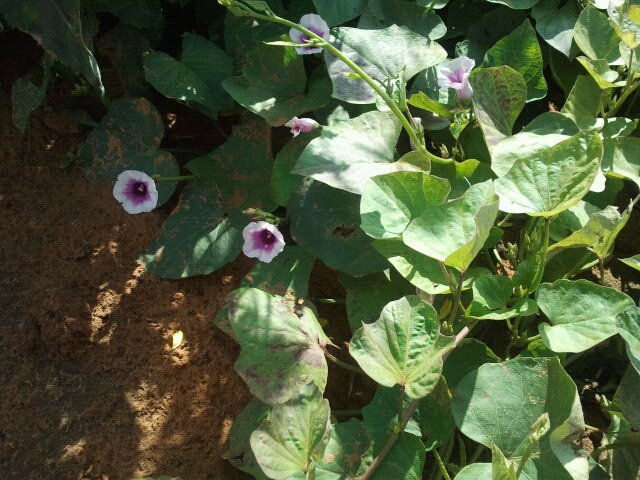
Coltivazione di patate dolci in fioritura

La batata si adatta a quasi tutti i tipi di rotazioni e sequenze di colture con cereali o leguminose (mais, fagioli, soia e arachidi), ma non è consigliabile che segua altre colture di radici e tuberi, in particolare, la manioca, a causa del loro fabbisogno nutritivo simile e dovrebbe essere coltivata solo una volta ogni tre anni sullo stesso terreno. La patata dolce può precedere o seguire il maggese. Come prima coltura, lascia il terreno facile da preparare per il raccolto successivo.
Molto spesso è coltivata in consociazione con fagioli, soia, pisello, mais, canna da zucchero e tra filari di manioca o alberi o arbusti agroforestali, preferibilmente di specie leguminose a rapida crescita e protegge il terreno dall'erosione. Essa, inoltre, offre il vantaggio di essere completamente meccanizzabile.
La selezione delle cultivar per la coltivazione è diversa a seconda che si tratti di rizotuberi destinati all'alimentazione umana (gusto, precocità, contenuto vitaminico, polpa soda o tenera) o all'alimentazione animale (resa, conservazione della qualità, tenore di amido). In generale si distingue tra cultivar con rizotuberi bianchi, gialli o rossi.
La moltiplicazione della patata dolce è essenzialmente vegetativa. Le talee, che si possono ricavare da piantagioni esistenti o produrre in vivaio, sono lunghe da 20 a 40 cm, con tre a quattro gemme. In coltura pura, le densità variano da 30.000 a 60.000 talee/ha. Si piantano da una a tre talee, prelevate da piante sane (esenti da virosi) e possibilmente disinfettate, in file singole o doppie a seconda della larghezza della porca. Sulla linea, la distanza è di circa 30 cm. La distanza tra le file dipende dal tipo di terreno: se è necessario un notevole drenaggio, le porche o le creste possono raggiungere i 40 cm di altezza. Negli Stati Uniti, generalmente, si piantano a 30–40 cm sulla fila, le file sono distanti tra loro da 90 cm a 1,0 m per terreni ben drenati e 1,20 m per terreni più pesanti.
La patata dolce è considerata una coltura sfruttante, ma anche miglioratrice della struttura del terreno. Poco esigente in azoto, ma molto in potassio, è capace di valorizzare gli apporti di sostanza organica. L'azoto se presente in concentrazioni troppo elevate può provocare un'abbondante crescita parte aerea, ma uno scarso sviluppo delle radici.
Le eventuali concimazioni si effettuano all'inizio del ciclo ed in occasione delle due-tre sarchiature durante il primo e il secondo mese di coltivazione. Il diserbo (meccanico o chimico) deve essere effettuato finché la chioma non copre il terreno. L'irrigazione è necessaria quando l'umidità del suolo scende al di sotto della capacità utilizzabile. In irriguo, si consigliano da quattro a otto irrigazioni che forniscono fino a 6–700 mm di acqua per ciclo.
La patata dolce è sensibile a parecchi parassiti, malattie virali, fungine e batteriche. Tra gli insetti sotterranei, i tonchi sono i più dannosi. Dannosa anche la piralide dello stelo (Omphisa anastomolis), comune anche nel Pacifico e nel sud-est asiatico. Le radici sono talvolta infestate da nematodi, contro cui sono utili le trappole a feromoni. In terreni vergini o sani, la patata dolce può essere coltivata per tre o quattro anni consecutivi senza problemi sanitari. Per il controllo, sono particolarmente importanti le tecniche colturali, compresa la rotazione delle colture. Malattie virali si osservano su rizotuberi e fogliame, in particolare negli Stati Uniti e in Sudafrica; esse provocano un arresto della crescita degli steli, macchie sul fogliame e crepe sui rizotuberi. L'unico mezzo di controllo è l'uso di cultivar resistenti e l'impiego di talee sane. Alcuni funghi attaccano steli e rizotuberi: il marciume nero e il fusarium sono abbastanza diffusi. La lotta si basa sull'uso di materiale vegetativo sano, trattato con fungicidi.
Le patate dolci, sebbene perenni, sono normalmente coltivate come annuali e il prodotto viene raccolto 3 - 8 mesi dopo la semina, a seconda della cultivar e delle condizioni climatiche. In altitudine, con clima fresco e con un buon approvvigionamento idrico, la raccolta può essere differita fino a un anno. La coltura è pronta per la raccolta quando le foglie ingialliscono e iniziano a cadere, generalmente circa quattro mesi dopo la semina. Nei sistemi agricoli tradizionali, dove il raccolto è destinato principalmente all'autoconsumo, la raccolta può essere ripartita su più mesi. In molte zone, le radici vengono scavate a mano secondo necessità, mentre nella produzione su larga scala, come negli Stati Uniti o in Giappone, le piante vengono tagliate e le radici raccolte mediante aratura o dissodamento. A meno che non si presti molta attenzione per evitare danni meccanici, è possibile incorrere in pesanti perdite ed è per questo motivo che le raccoglitrici meccaniche efficienti si sono rivelate difficili da progettare e utilizzare in modo efficace. Tuttavia, sono disponibili macchine che scavano i rizotuberi, li staccano dai fusti e le caricano su un rimorchio. Le rese variano notevolmente a seconda delle cultivar, delle condizioni climatiche locali e delle tecniche di coltivazione. Le rese medie sono comprese tra 5 e 13 t/ha nei principali paesi produttori tropicali; Israele, che pratica coltivazioni molto intensive, ottiene in media 40 t/ha. Le patate dolci sono altamente deperibili e, ai tropici, non vengono conservate per lunghi periodi, a causa degli attacchi di vari marciumi, anche gravi.

### Agricoltura tradizionale
I coltivatori su piccola scala ricorrono raramente alla meccanizzazione, salvo l'impiego del traino animale per la preparazione del letto di semina, e non impiegano agrochimici se non in piccole quantità per colture più o meno marginali la cui produzione è destinata al mercato. In situazioni particolari, si verifica il ricorso ad irrigazioni di soccorso. In coltura manuale, dalla semina al raccolto di un ettaro sono necessari circa 100 giornate di lavoro.
In Africa, la produzione di patate dolci è leggermente dominata dagli uomini. Questi prevalgono nella preparazione del terreno e nella semina, le donne nel controllo delle erbe infestanti, nell'applicazione di fertilizzanti, nella raccolta e nella commercializzazione del prodotto.

### Agricoltura moderna
Per la coltivazione meccanizzata di un ettaro, dalla preparazione del letto di semina (aratura, affinatura e creazione delle porche), taglio delle talee e trapianto, fertilizzazione (concime complesso e pollina), irrigazione, diserbo e trattamenti antiparassitari, alla raccolta (taglio della parte aerea, scavo e carico delle radici) sarebbero necessarie tra le dieci e le dodici ore oltre a una decina di giornate di lavoro manuale.
La fertilizzazione varia moltissimo a seconda delle caratteristiche terreno (fertilità naturale, struttura), del precedente colturale, delle disponibilità idriche e delle piante infestanti. Orientativamente, in condizioni medie di suolo e di acqua, la rimozione stimata di nutrienti di una coltura di batata con una produzione di una quindicina di tonnellate per ettaro in coltura pura, è di 70 kg di azoto (N), 20 kg di anidride fosforica (P2O5) e 110 kg di ossido di potassio (K2O). Tutto il fosforo può essere applicato al trapianto insieme a 20–30 kg di azoto e 50 kg di potassio. Il restante azoto e potassio dovrebbero essere distribuiti a 4–6 settimane e a 10–12 settimane dalla semina.

## Servizi di appoggio alla produzione

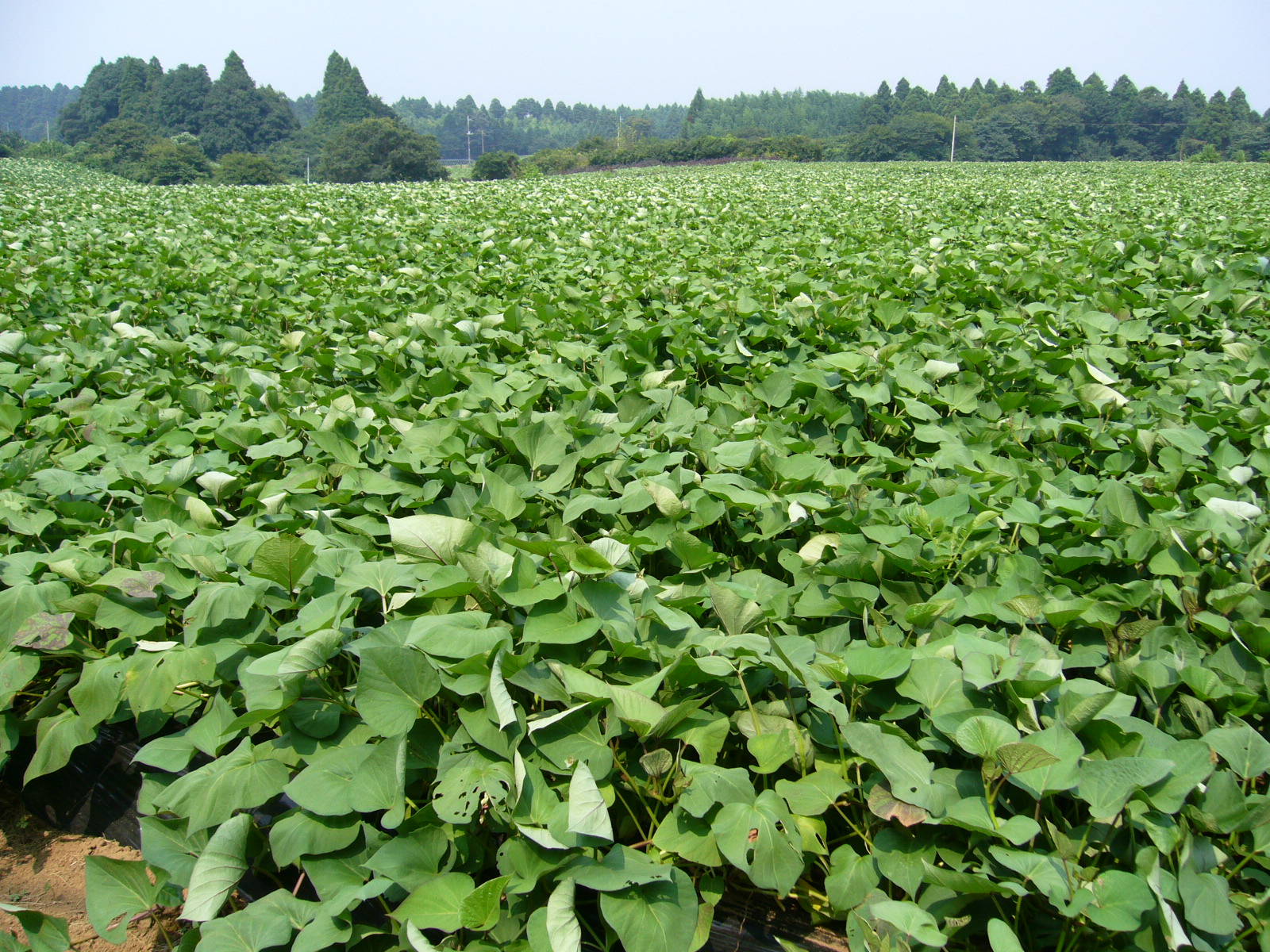
Campo di patate dolci

L'importanza della coltura a livello mondiale ha determinato la creazione di numerosi istituti - collegati tra loro a formare una preziosa rete - orientati alla ricerca e/o allo sviluppo della coltura nei vari continenti. Di seguito se ne citano alcuni.
Il Centro Internazionale della Patata (CIP), basato a Lima (Perù), è un'organizzazione di ricerca per lo sviluppo focalizzata su patate, patate dolci e radici e rizotuberi andini. È presente in più di 20 paesi in Africa, Asia e America Latina. Mantiene una delle più grandi banche genetiche di patate dolci coltivate al mondo, con oltre 5.500 accessi mantenuti in vitro.
Il Natural Resources Institute (NRI) è un'organizzazione specializzata in ricerca, sviluppo e formazione dell'Università di Greenwich, nel Regno Unito, con focus su cibo, agricoltura, ambiente e mezzi di sussistenza sostenibili. La ricerca si concentra principalmente sulle economie in via di sviluppo ed emergenti.
Il Central Tuber Crops Research Institute (ICAR-CTCRI), basato a Kerala (India) ha come mandato principale la ricerca sulle colture di rizotuberi tropicali. L'istituto conserva una vasta collezione di germoplasma di 1.923 cultivar di manioca, 1.472 di patate dolci, 1.151 di igname, 1.098 di aroidi e 407 accessioni di colture di rizotuberi minori.
Lo Sweet Potato Research Institute (SPRI) dell'Accademia cinese delle scienze agrarie (CAAS) di Pechino (Cina), dispone di oltre 1.500 acri nel campo della ricerca scientifica agraria di alto livello e nove laboratori di ogni tipo. Ha raccolto e conservato più di 1.200 germoplasmi di patata dolce e dei suoi parenti selvatici e ha allevato più di 30 cultivar di patata dolce.
La Empresa Brasileira de Pesquisa Agropecuária (Embrapa), legata al Ministério da Agricultura, Pecuária e Abastecimento a Brasilia (Brasile) si occupa di miglioramento genetico e divulgazione di tecniche per la coltivazione sostenibile di varie colture tra cui la patata dolce.
Negli Stati Uniti d'America, diverse istituzioni conducono studi ed attività di ricerca, miglioramento genetico, divulgazione e sviluppo delle capacità umane nel campo della produzione delle radici e dei rizotuberi. Tra queste la Oklahoma State University di Stillwater e la North Carolina State University di Raleigh.

## Produzione
Nelle tabelle che seguono sono riassunti i dati di produzione relativi al 2020, l'anno più recente per il quale la FAO mette a disposizione i dati sulla produzione agricola mondiale. Quest'anno, 47 paesi hanno prodotto 89,5 milioni di tonnellate di batata su 7,5 milioni di ettari, con una resa per ettaro di 12,1 tonnellate. Cina, Malawi, Tanzania, Nigeria e Angola contribuiscono per oltre 70% della produzione. Nell'ultimo quarto di secolo, nel complesso, sono diminuite la produzione, la superficie coltivata e le rese. Nonostante la forte contrazione (-57%), l'Asia rimane la regione con la produzione più significativa (62,7%).
Più del 95% della produzione origina nei paesi in via di sviluppo, dove rappresenta il quinto alimento di base.
Tabella 1 - I 10 maggiori produttori di patata dolce nel 2020
| Paese       | Superficie    | Resa     | Produzione            | Peso  |
| ----------- | ------------- | -------- | --------------------- | ----- |
|             | Milioni di ha | Tonn./ha | Milioni di tonnellate | %     |
| Cina        | 2.250         | 21,9     | 49.196                | 55,0  |
| Malawi      | 303           | 22,8     | 6.918                 | 7,7   |
| Tanzania    | 612           | 7,2      | 4.435                 | 5,0   |
| Nigeria     | 1.511         | 2,6      | 3.868                 | 4,3   |
| Angola      | 183           | 9,5      | 1.728                 | 1,9   |
| Etiopia     | 62            | 35,7     | 1.599                 |       |
| Stati Uniti | 63            | 24,6     | 1.558                 |       |
| Uganda      | 366           | 42,      | 1.536                 |       |
| Indonesia   | 79            | 21,2     | 1.487                 |       |
| Vietnam     | 110           | 12,5     | 1.373                 |       |
| Mondo       | 7.400         | 12,1     | 89.488                | 100,0 |

Tabella 2 - Produzione di patata dolce nel mondo nel 2020
| Paese    | Superficie    | Resa     | Produzione            | Peso  |
| -------- | ------------- | -------- | --------------------- | ----- |
|          | Milioni di ha | Tonn./ha | Milioni di tonnellate | %     |
| Africa   | 4.214         | 6,8      | 28.798                | 32,2  |
| Americhe | 253           | 15,1     | 3.808                 | 4,3   |
| Asia     | 2.785         | 20,1     | 55.980                | 62,7  |
| Oceania  | 148           | 6,1      | 902                   | 1,0   |
| Mondo    | 7.400         | 12,1     | 89.488                | 100,0 |

## Usi

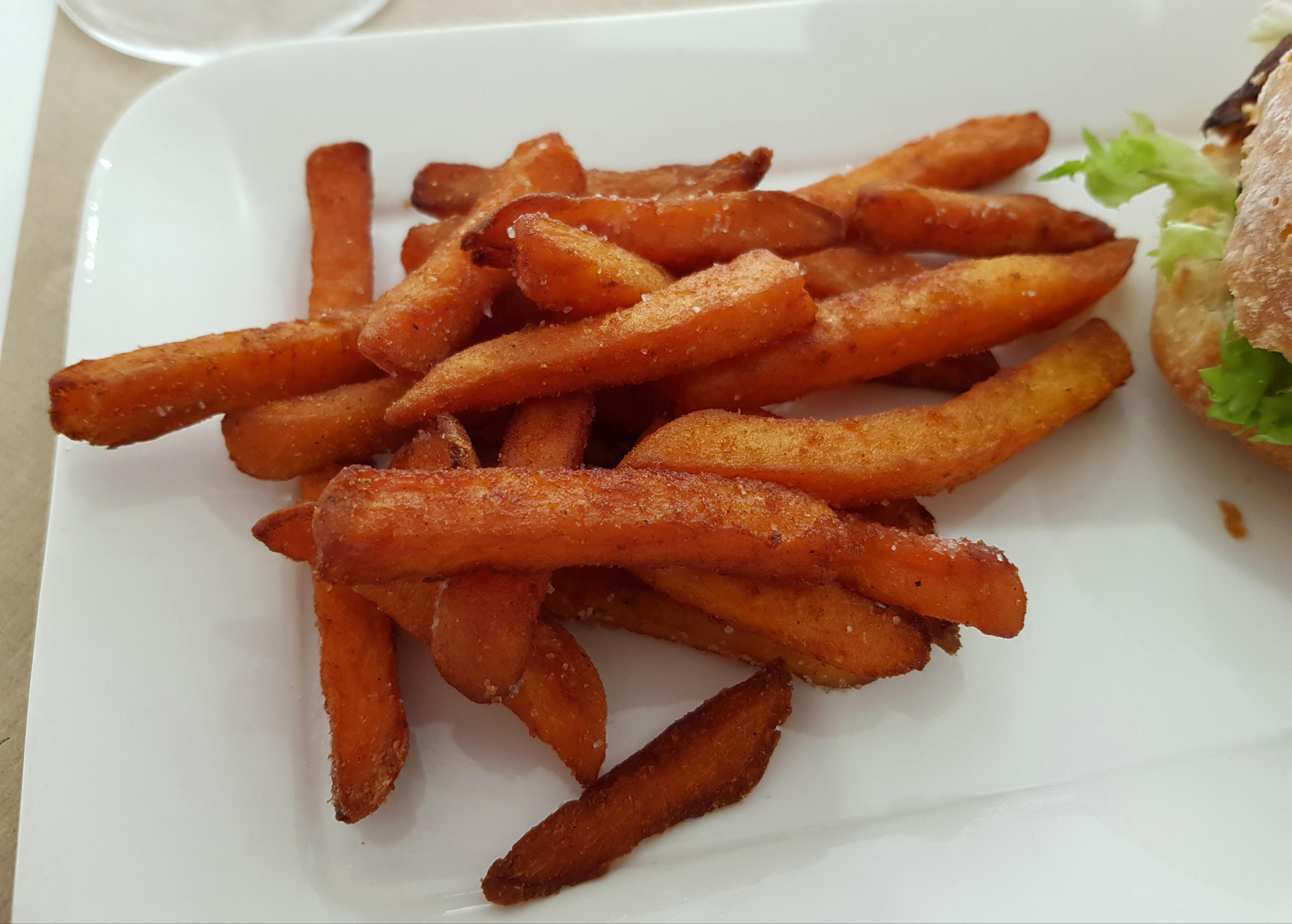
Patate dolci fritte

Le patate dolci sono utilizzate principalmente come alimento umano. Ai tropici, la maggior parte del raccolto viene consumata direttamente come verdura, bollita, cotta al forno o fritta. Negli Stati Uniti, circa il 60-70% del raccolto viene utilizzato per l'alimentazione umana, fresco, in scatola, congelato o disidratato. Grandi quantità di patate dolci sono utilizzate negli Stati Uniti e in altri paesi come la Cina, dove metà circa della produzione è trasformata in mangime ad alto contenuto di carboidrati per bovini, suini e pollame. Le patate dolci possono essere utilizzate nell'industria manifatturiera tessile, cartaria, cosmetica e alimentare e per la preparazione di adesivi e glucosio, alcol, acetone, acido lattico, aceto e lievito. In Sud America il succo delle patate dolci di colore rosso combinato con il succo di lime viene impiegato come colorante per i tessuti. Le parti tenere dei tralci vengono talvolta consumate come ortaggio. In molte parti dei tropici, i tralci si utilizzano come foraggio, spesso insilato. Il loro valore nutritivo è paragonabile a quello del fieno di erba medica. La patata dolce viene anche utilizzata a scopo ornamentale.
In alcuni Paesi del sud-est asiatico le patate dolci arrosto sono popolari cibi di strada consumati durante la stagione autunnale e invernale. In Cina e Corea, i tuberi vengono cotti in particolari cilindri metallici, mentre in Giappone vengono preparate le ishi yaki-imo, patate dolci cotte su pietre roventi.

## Sicurezza alimentare
Le patate dolci forniscono una fonte di reddito affidabile nei paesi in via di sviluppo, in particolare dove le condizioni climatiche estreme causano sempre più il fallimento di altre colture. Più di un miliardo di persone se ne nutrono regolarmente, creando opportunità di sostentamento equo e inclusivo di genere per agricoltori, commercianti, trasformatori di alimenti e altri. Le radici di patate dolci sono un alimento salutare: tutte le cultivar hanno alti livelli di vitamine C ed E, diverse vitamine del gruppo B, ferro, zinco, potassio e fibre. Le cultivar a polpa di colore arancio sono molto ricche di pro-vitamina A o beta-carotene, che una volta consumato viene convertito in vitamina A.
Il breve ciclo di crescita consente tempi di semina e raccolta flessibili nelle regioni ad alta piovosità o, in aree più asciutte o soggette a siccità o inondazioni, consente una produzione rapida in 4 - 5 mesi. Gli agricoltori apprezzano ulteriori vantaggi agronomici come una buona copertura del suolo, la disponibilità di biomassa in eccedenza dei tralci per l'alimentazione degli animali e la possibilità di utilizzare materiale vegetativo di produzione propria, dunque non costoso. È una coltura a basso impiego di manodopera, a basso costo e a basso rischio. È una specie coltivata prevalentemente da piccoli agricoltori con scarse risorse, in particolare donne. 
Man mano che l'agricoltura diventa più orientata al mercato, la patata dolce è una delle colture suscettibili di fornire un reddito interessante oltre a garantire sicurezza alimentare di sussistenza. Con la rapida urbanizzazione, è prevedibile prevedere cambiamenti del sistema alimentare che porteranno probabilmente a un aumento della domanda di prodotti freschi e lavorati a base di patate dolci. La sua versatilità permette agli agricoltori di diversificare i loro redditi. Dati i molti modi in cui questi prodotti possono essere preparati o trasformati, i coltivatori hanno più opzioni: possono vendere le loro colture direttamente su mercati formali o informali o ad aziende alimentari che producono pane, biscotti, ecc. Tali usi si traducono in catene del valore che generano opportunità di lavoro per uomini e donne nelle aree rurali e urbane. Migliorare il potenziale della patata dolce come coltura da reddito può aiutare a sostenere le economie rurali, riducendo la necessità per le persone di migrare da zone in cui l'agricoltura non è più praticabile verso aree urbane dove l'unica opzione di reddito è spesso il mercato del lavoro informale.

## In Italia

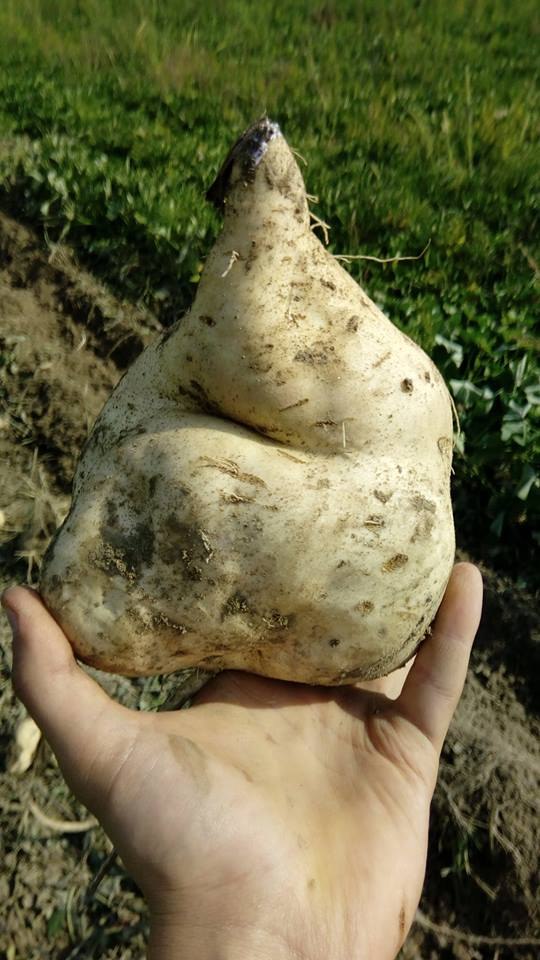
Patata Americana De.Co. di Anguillara Veneta (Padova) appena raccolta.

Introdotta in Italia nel 1630 dal Granduca Ferdinando II de' Medici, è restata confinata negli orti botanici fino a fine Ottocento, quando il conte Antonio Donà dalle Rose ne iniziò la coltivazione in provincia di Rovigo. Da qui la coltura si estese in territorio padovano, particolarmente nella zona di Anguillara e di Stroppare, frazione di Pozzonovo. È oggi un prodotto di nicchia, coltivato su 600 ettari, con una produzione annuale di 13.000 tonnellate, in Veneto e in Puglia ed è riconosciuta come prodotto agroalimentare tradizionale.
L'80% circa è coltivato in Veneto, tra le province di Treviso, di Padova e di Venezia. Una delle zone di coltura caratteristiche è quella attorno a Zero Branco, dove si è diffusa dal secondo dopoguerra, grazie al clima e ai terreni particolarmente adatti. 
Nel Salento leccese si coltivano le varietà rossa e bianca. I tuberi hanno forma irregolare, ovale o allungata, di colore rosso-porpora-ocra a seconda della varietà; la polpa va dal bianco al giallo. Nel leccese la coltivazione è limitata alla fascia costiera, nelle zone di Frigole, Surbo, Squinzano e Trepuzzi. 
A settembre, si tengono le sagre della Patata Americana di Anguillara Veneta e della Patata Zuccherina di Frigole. È riconosciuta come prodotto agroalimentare tradizionale:
- in Veneto: patata americana De.Co. di Anguillara Veneta e Stroppare (batata) a pasta chiara e patata americana di Zero Branco;
- in Puglia: patata dell'agro leccese, patata dolce, patata zuccherina, patana, tartufulu.